# 泽库杜鹃
泽库杜鹃（学名：Rhododendron zekoense）为杜鹃花科杜鹃花属下的一个种。

## 扩展阅读
- 維基物種上的相關：泽库杜鹃